# Meister von Elsloo

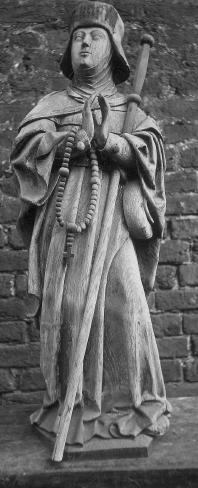
Meister von Elsloo (zugeschrieben): Sankt Reineldis als Pilger im Heiligen Land, ca. 1520

Als Meister von Elsloo wird ein namentlich nicht bekannter niederländischer Bildschnitzer der Spätgotik bezeichnet, der ab ungefähr 1510 an Maas und Niederrhein tätig war.

## Namensgebung
Der Meister von Elsloo erhielt seinen Notnamen nach seinem Werk für eine Kirche im niederländischen Elsloo, einer Anna selbdritt, also der Heiligen Anna, mit Maria und Kind. Nach einigen wenigen Jahreszahlen an den ihm zugeschriebenen Werken wird vermutet, dass er zwischen 1510 und 1525 tätig war. Seine Werke sind noch Beispiel traditioneller mittelalterlicher Heiligenverehrung in den Niederlanden in spätgotischer Hochkultur vor der Reformation.

## Werkstatt und Schule
Eventuell hatte der Meister von Elsloo seine Werkstatt in Roermond. Zwei seiner Werke befinden sich in der Münsterkirche zu Roermond. Er hat seinen Stil an seine Schüler weitergegeben und sein Einfluss ist im Limburger Raum und den angrenzenden Regionen im ausgehenden Mittelalter weiter zu finden.

## Werke
Neben dem für Elsloo geschaffenen Hauptwerk werden dem Meister von Elsloo Werke für andere Kirchen der Region zugeschrieben. Einige seiner Werke sind als Dauerleihgaben in Kempen in Nordrhein-Westfalen im Museum für niederrheinische Sakralkunst zu sehen.

## Identifizierung
Als Name des Meisters wird seit kurzem Jan van Oel vermutet.

## Ausstellungen (Auswahl)
- Ans Licht geholt – Mittelalterliche Skulptur an Maas und Rhein 31. Oktober 2004 bis 2. Januar 2005. Kempen, Städtisches Kramer-Museum (Kulturforum Franziskanerkloster)